# Cerastium
- Commons
- Wikispecies

Cerastium L. é um género botânico de dicotiledóneas, da ordem das Caryophyllales, família Caryophyllaceae.
O nome tem raiz etimológica no grego kerastes, que significa "corno", em referência à cápsula curva (o fruto) que envolve as sementes das plantas deste género.

## Espécies
| - Cerastium alpinum - Cerastium apuanum - Cerastium arcticum - Cerastium arvense - Cerastium atrovirens - Cerastium azoricum - Cerastium banaticum - Cerastium barrelieri - Cerastium bertolonii - Cerasium biebersteinii - Cerastium boissierianum - Cerastium brachypetalum - Cerastium candidissimum - Cerastium carinthiacum - Cerastium cerastoides - Cerastium comatum - Cerastium dichototum - Cerastium fontanum - Cerastium glomeratum - Cerastium holosteoides | - Cerastium illyricum - Cerastium latifolium - Cerastium ledebourianum - Cerastium ligusticum - Cerastium magellanicum - Cerastium nutans - Cerastium odessanum - Cerastium pauciflorum - Cerastium pedunculatum - Cerastium perfoliatum - Cerastium pyrenaicum - Cerastium scaposum - Cerastium scaranii - Cerastium semidecandrum - Cerastium sylvaticum - Cerastium subpilosum - Cerastium tomentosum - Cerastium trigynum - Cerastium uniflorum - Cerastium vulgatum |

- Lista completa

## Classificação do gênero
| Sistema | Classificação                      | Referência               |
| ------- | ---------------------------------- | ------------------------ |
| Linné   | Classe Decandria, ordem Pentagynia | Species plantarum (1753) |